# Servando Teresa de Mier

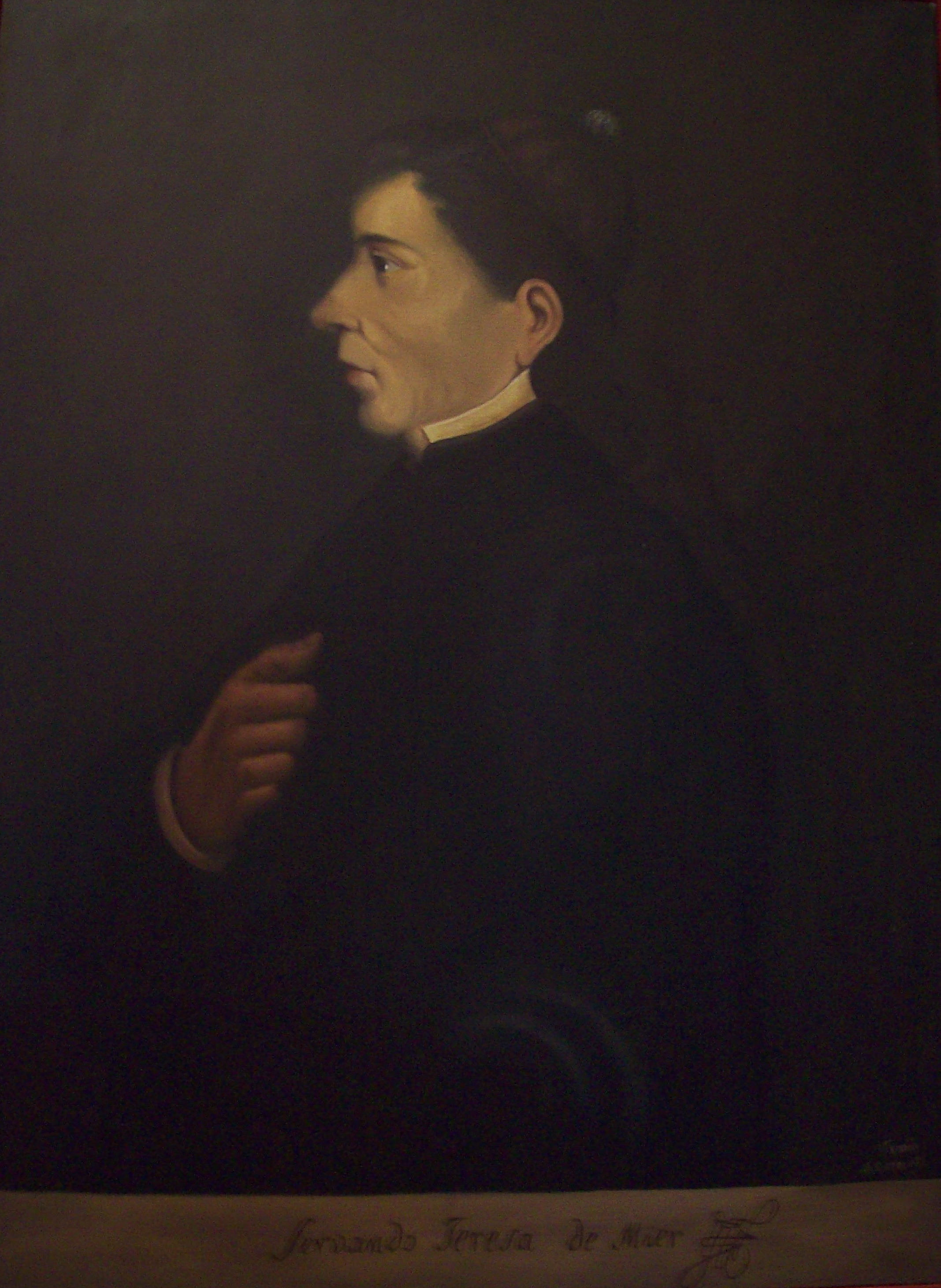
Fray Servando Teresa de Mier

José Servando Teresa de Mier Noriega y Guerra (Monterrey, 19 oktober 1765 - Mexico-Stad, 3 december 1827) was een Mexicaans geestelijke, filosoof, onafhankelijkheidsstrijder en politicus. Mier was een van de belangrijkste ideologen van Mexico's onafhankelijkheid.
Mier trad in bij de orde der dominicanen en studeerde filosofie en theologie aan het college van Regina Porta Coeli. Op 27-jarige leeftijd behaalde hij een doctoraat en hij stond al snel bekend als een begaafd redenaar.
Op 12 december 1794, de dag waarop de Maagd van Guadalupe in 1531 zou zijn verschenen, hield Mier in aanwezigheid van onder anderen vicekoning Miguel de la Grúa Talamanca en aartsbisschop Manuel Omaña y Sotomayor en verschillende andere notabelen een preek waarin hij de belangrijkste verdediging voor de Spaanse verovering en kolonisatie van Amerika onderuit haalde: het feit dat de Spanjaarden de inheemse bevolking hadden bekeerd tot het rooms-katholicisme. Mier betoogde dat de apostel Thomas al 1500 jaar vóór de Spanjaarden naar Amerika was gekomen met de steun van de maagd Maria, die volgens Mier de personen waren die de indianen respectievelijk Quetzalcoatl en Tonantzin noemden. Maria zou al vereerd zijn door de indianen als Tonantzin in Tepeyac alvorens zij het christendom verwierpen en het heidendom weer oppakten. Het doek waarop de Maagd van Guadalupe is afgebeeld, zou bovendien niet de tilma van Juan Diego Cuauhtlatoatzin zijn geweest zoals de mythe verteld, maar de mantel van Sint-Thomas.
Hoewel Mier de verschijning van de Maagd van Guadalupe nooit ontkende en hij geen bewijs had om zijn stellingen te staven, sloeg zijn toespraak in als een bom. De autoriteiten beseften dat Miers visie een pleidooi voor onafhankelijkheid inhield en lieten hem arresteren. Mier werd voor tien jaar verbannen naar Cantabrië, zijn doctorstitel ontnomen en verboden ooit nog te doceren, te preken of de biecht af te nemen.
In Spanje kreeg hij in 1796 toestemming zijn zaak te bepleiten bij de Raad van de Indiën, maar nam op de terugweg de verkeerde afslag en werd opnieuw gearresteerd. Hij werd vastgezet in een klooster in Burgos maar wist te ontsnappen. Mier vluchtte de Franse grens over naar Bayonne en van daar naar Parijs. Samen met Simón Rodríguez, de voormalige leraar van Simón Bolívar, opende hij in Parijs een academie om Spaans te onderwijzen. Ook becommentarieerde hij in Parijs de Franse politiek; hij schreef onder andere een dissertatie tegen Constantin-François de Chasseboeuf. Hij kwam in Frankrijk in contact met onder anderen Lucas Alamán, Alexander von Humboldt, François René de Chateaubriand en de Hertog van Montmorency.
In 1802 verliet Mier de orde van de Dominicanen en werd seculier priester in Rome. In 1804 trok hij naar Madrid, waar hij voor een derde keer werd gearresteerd, dit keer om een satirisch artikel voor de Mexicaanse onafhankelijkheid. Hij werd opgesloten in een gesticht in Sevilla. Hij wist opnieuw te ontsnappen maar werd in de kraag gevat en terug opgesloten. Die jaar later werd hij vrijgelaten op last van paus Pius VII, die hem tot monseigneur benoemde omdat hij erin was geslaagd twee rabbijnen tot het katholicisme te bekeren. Mier keerde terug naar Spanje om dat land te steunen in de oorlog tegen Spanje. In Belchite werd hij door het Franse leger gevangengenomen, maar wist voor de vijfde keer te ontsnappen. Hij wist het Engelse leger te bereiken en nam zijn intrek in Londen, vanwaaruit hij met andere leden van de Spaans-Amerikaanse emigrantengemeenschap het blad El Español publiceerde, waarin de Spaans-Amerikaanse Onafhankelijkheidsoorlogen gesteund werden.
In Londen leerde hij de Spaanse revolutionair Francisco Javier Mina kennen, die hem overhaalde terug te gaan naar Mexico om zich aan te sluiten bij de onafhankelijkheidsstrijd. Gesteund door de Franse piraat Louis Michel Aury landden Mina en Mier in 1816 Texas. Zij boekten enkele overwinningen maar hun doel, contact maken met het opstandelingenleger van Guadalupe Victoria, wisten zij niet te bereiken. Ze werden in 1817 verslagen en gevangengenomen door het Spaanse royalistische leger. Mina werd geëxecuteerd en Mier werd opgesloten in een kerker in Havanna. In 1820 wist hij alweer te ontsnappen en vluchtte naar Philadelphia, waar hij bleef tot Mexico in 1821 eindelijk onafhankelijk werd. In 1822 keerde hij terug naar Mexico, maar kwam aan in de haven van Veracruz, die nog steeds in Spaanse handen was, en werd dus opnieuw gevangengenomen. Het Mexicaanse Congres wist hem echter vrij te krijgen, en Mier werd vervolgens voor Nuevo León in het Congres gekozen.
Wegens zijn verzet tegen de Mexicaanse keizer Agustín de Iturbide werd hij opnieuw gevangengezet. Voor de zevende (!) keer wist hij te ontsnappen, en sloot zich aan tegen het verzet tegen Iturbide. Na de val van Iturbide werd Mier gekozen in het nieuwe grondwetgevende Congres, dat de Mexicaanse grondwet van 1824 opstelde. Op uitnodiging van president Victoria kwam Mier in het presidentieel paleis wonen, waar hij in 1827 overleed.
- Bibsys: 12024016
- Biblioteca Nacional de España: XX1031627
- Bibliothèque nationale de France: cb12124201w (data)
- CiNii: DA02145591
- Gemeinsame Normdatei: 119065258
- International Standard Name Identifier: 0000 0001 1020 8807
- Library of Congress Control Number: n50054923
- Nationale Bibliotheek van Tsjechië: jx20041109011
- Nationale bibliotheek van Australië: 35179924
- Nationale Bibliotheek van Israël: 987007277759005171
- Nederlandse Thesaurus van Auteursnamen: 069987807
- Réseau des bibliothèques de Suisse occidentale: 02-A012325669
- LIBRIS: 76963
- SNAC: w6kw5rj7
- Système universitaire de documentation: 029666031
- Trove: 854165
- Virtual International Authority File: 9880749
- WorldCat: E39PBJpDQtqRKdPy36FqRfY773